# Novic (film)
Novic (v anglickém originále The Novice, též vydáno jako Crossroads) je americký dramatický film z roku 2006, který napsal a natočil režisér Murray Robinson. Hlavní postavou snímku je mladý Peter (Jacob Pitts), jenž přemýšlí o své budoucnosti. Není si jistý, zda cesta jezuity, po které se chtěl vydat, je skutečně tou pravou, zvlášť poté, co potká Jill (Amy Acker).

## Příběh
Peter se vydal s jezuitskými dobrovolníky na výpravu do brazilské džungle. Když se jej vedoucí expedice, místní kněz, zeptá, zda se chce stát příslušníkem řádu, mladík si není jistý. O devět měsíců později je Peter společně s kamarádem Gilbertem v jezuitském semináři v Heron Bay na jihu Louisiany. Zatímco Gilbert opravdu touží být jezuitou, Peter je na pochybách. Do semináře sice vstoupil, protože to vnitřně potřeboval, nyní tuto potřebu už příliš necítí a chová se trochu rebelsky. Navíc je roztrpčený kvůli rychle rostoucím chodidlům. Otec Tew, jenž seminář vede, pošle oba chlapce na šest týdnů pracovat do chudinské jídelny v Pobřežní záchranné misii (v originále Seaside Rescue Mission) v alabamském Mobile, kterou řídí otec Behnke. Právě tam si má uspořádat myšlenky.
Energický otec Behnke je po příjezdu hned zapojí do práce, Peter se však taky seznámí s Jill, mladou učitelkou, která chce pomáhat a která zde prozatím čeká, než bude moci odjet s Mírovým sborem do Afriky. Otec je společně vyšle s nákladem jídla do farnosti na pobřeží, jíž vyhořela kuchyně. Zde se setkají se starým otcem McIlhennym, kterému bylo lépe při působení v Africe. Oba mladí lidé se zde také sblíží. Za Jill ovšem do jídelny dojíždí Henry, jenž je do ní taky zakoukaný. Ten pomáhá chudým klientům vývařovny s právní pomocí a nyní také sbírá peníze na rekonstrukci občanské války. Peter, jehož chybou zmizí všechny uskladněné potraviny, se nakonec dokáže probrat z apatického jednání a společně s Jill zařídí v obchodech a restauracích v okolí, aby jídelně nějaké jídlo darovali. Zároveň klienty jídelny přesvědčí, aby si potraviny z dosud neuzavřeného skladu nebrali.
Peter se s Jill a také Gilbertem a Lilee z kuchyně vydá na kánoi na výlet po okolí. Večer při táboření se snaží přesvědčit Jill, aby do Afriky nejezdila. Sice spolu flirtují, dokonce i po návratu v kostele, dívka se však naštve, že Peter pořád vlastně neví, co chce a začne se mu vyhýbat. Za několik dní se i díky Peterově zápalu do práce v jídelně opět usmíří. Otec Behnke mladíka poněkud vmanipuluje, aby si oblékl kleriku, neboť ta se dívkám podle jeho slov na mužích často líbí. Přesto je pomalu rozhodnut, že opustí seminář a zůstane pracovat v misii s Jill, kterou v Mírovém sboru opět odmítli. Ta však zanedlouho přijme neočekávaný telefonát, kterým se dozví, že ji Mírový sbor již za několik hodin posílá minimálně na rok do Indie. Neví však, že toto zařídil otec Behnke, jenž zatahal za nějaké nitky ve Washingtonu. Do misie dorazí i otec Tew, jemuž se Peter svěří, že se s ním do semináře vrátí. Otci se však nelíbí jeho současná náklonnost k ženám a poradí mu, aby návrat do semináře o rok odložil a zatím pomáhal v misii, která odjezdem Jill ztrácí pilnou pracovnici.

## Obsazení
- Jacob Pitts (český dabing: Jan Maxián) jako Peter Pekorius
- Frank Langella (český dabing: Pavel Šrom) jako otec Tew
- Matthew Carey (český dabing: Michal Holán) jako Gilbert Benny
- Amy Acker (český dabing: Kateřina Velebová) jako Jill Yarrutová
- William Lee Scott (český dabing: ?) jako Henry Alden
- Orson Bean (český dabing: Jaroslav Kaňkovský) jako otec McIlhenny
- Bebe Drake (český dabing: ?) jako Ettu
- Shontina Vernon (český dabing: ?) jako Lilee
- Alan Arkin (český dabing: Jiří Plachý) jako otec Behnke

## Produkce
Scénář filmu napsal mobilský rodák Murray Robinson během svého pobytu v Jacksonu, kde v 80. letech 20. století rovněž absolvoval místní Millsaps College. Po natáčení reklam a spolupráci s dalšími filmaři na jejich projektech chtěl vytvořit vlastní film. Částečně se inspiroval i vlastním životem, neboť sám dříve uvažoval o vstupu do jezuitského řádu.
Amy Acker byla obsazena krátce po odvysílání posledního dílu seriálu Angel v květnu 2004, kde několik let působila v hlavní roli. Nezávislý film natočil Robinson jako svůj režijní debut během jednoho měsíce v okresech Mobile County a Baldwin County v Alabamě. Produkce byla ukončena na konci července 2004. Filmaři natáčeli na 35mm film. Pro Pobřežní záchrannou misii, kde se odehrává většina snímku, využil štáb areál St. Joan of Arc School v Mobile.
Postprodukce snímku byla dokončena v roce 2005.

## Vydání
Film Novic měl předpremiéru 30. září 2006 v Alabamě, v premiéře byl promítán 29. března 2007 na Crossroads Film Festivalu v Jacksonu. Na DVD byl pod názvem Crossroads vydán 9. prosince 2008. V Česku byl poprvé odvysílán na stanici Cinemax dne 13. prosince 2008.

## Přijetí
Při své premiéře na Crossroads Film Festivalu na jaře 2007 získal snímek Novic cenu pro nejlepší film.
Jacob Pitts, který ztvárnil Petera, uvedl, že jej zaujal charakter filmu, který je sice zasazen do náboženského prostředí, ale není o náboženství. Alan Arkin srovnal snímek s hollywoodskými studiovými filmy, od kterých se nezávislý Novic odlišuje absencí vražd a autonehod.
Na filmu byl oceněn námět o cestě k dospělosti a o rozhodování, které ovlivní celý další život. Pochváleny byly též herecké výkony Jacoba Pittse a Amy Acker. Příběh nastíněný snímkem, jenž je „lidským příběhem o lásce, nejistotě a víře“, se hodí pro malý nezávislý film, protože toto téma by u nějakého velkého studia by zřejmě nefungovalo tak dobře.